# 횡성교육도서관
횡성교육도서관은 대한민국 강원특별자치도 횡성군 소재의 도서관이다.

## 연혁
- 1988. 09. 02 횡성군 공공도서관 설립승인
- 1988. 09. 02 횡성군 공공도서관 착공
- 1989. 10. 12 횡성군 공공도서관 준공
- 1989. 11. 10 횡성군 공공도서관 개관
- 1991. 03. 26 조례개정에 따라 횡성도서관으로 명칭변경
- 2000. 12. 01 시범도서관 지정(국립중앙교육도서관)
- 2001. 02. 20 지역 평생학습관 지정(강원도교육청)
- 2003. 10. 14 디지털자료실 개실
- 2013. 03. 01 횡성교육도서관으로 명칭변경
- 2020. 06. 01 만화자료실 개실(디지털자료실 변경)

## 이용 안내
이용 시간
- 종합자료실: 화~일 09:00 ~ 18:00
- 어린이자료실, 만화자료실: 화~일 09:00 ~ 18:00
- 열람실: 화~일 08:00 ~ 23:00

휴관일
- 정기휴관일: 매주 월요일
- 일요일을 제외한 국가 지정공휴일(단, 일요일이 공휴일인 경우에는 개관)
- 임시휴관일: 관장이 필요하다고 인정하는 날